# 伊藤屋与兵衛
伊藤屋 与兵衛（いとうや よへえ、生没年不詳）とは江戸時代の江戸の地本問屋。

## 来歴
英盛堂と号す。文化から文政年間に江戸の深川佐賀町永代橋傍善次郎店において地本問屋を営業している。渓斎英泉、歌川国貞の錦絵を出版している。

## 作品
- 渓斎英泉 「今様美人姿」 大判 錦絵 文政
- 歌川国貞 「浮世見立粂の仙人」 大判 錦絵 文政